# Kleiner Feldberg
Der Kleine Feldberg nahe Glashütten im hessischen Hochtaunuskreis ist mit 825,2 m ü. NHN die zweithöchste Erhebung im Taunus. Je nach Interpretation ist er der zweithöchste Berg im Taunus oder aber der Zweitgipfel des höchsten, des Großen Feldbergs. Seine Gipfelkuppe ist nicht öffentlich zugänglich.

## Geographie

### Lage
Der Kleine Feldberg liegt 1,4 km südwestlich des Großen Feldbergs (881,5 m). Neben diesem und dem Altkönig (798,2 m) bildet er als Teil des Feldberg-Taunuskamms den Kern des Hochtaunus. Er befindet sich in der Gemarkung des 3,2 km (jeweils Luftlinie) westsüdwestlich gelegenen Glashütten. Auf der Nordflanke des Kleinen Feldbergs liegt die Quelle der Weil und auf der Westflanke jene des Emsbachs.

### Naturräumliche Zuordnung
Der Kleine Feldberg gehört in der naturräumlichen Haupteinheitengruppe Taunus (Nr. 30) und in der Haupteinheit Hoher Taunus (301) zur Untereinheit Feldberg-Taunuskamm (301.3), wobei seine Landschaft nach Norden in die zur Haupteinheit Östlicher Hintertaunus (302) gehörende Untereinheit Pferdskopf-Taunus (302.6) und nach Süden in der Haupteinheit Vortaunus (300) und in der Untereinheit Altkönig Vorstufe (300.2) in den Naturraum Königsteiner Taunusfuß (300.20) abfällt.

## Limes und Kastell
Aus der Zeit der Römer stammt das Kastell Kleiner Feldberg, das nahe dem über die Nordflanke des Kleinen Feldbergs verlaufenden Obergermanisch-Raetischen Limes liegt.

## Einrichtungen auf der Gipfelregion
Auf der Gipfelregion des Kleinen Feldbergs befindet sich ein meteorologisches und geophysikalisches Observatorium, das Taunusobservatorium. Es wurde 1913 vom Physikalischen Verein Frankfurt am Main gegründet und ist seit der Gründung der Johann Wolfgang Goethe-Universität Frankfurt am Main im Jahre 1914 eine Außenstelle des Instituts für Meteorologie und Geophysik (heute Institut für Atmosphäre und Umwelt). Zur Eröffnung reiste Kaiser Wilhelm II. von seiner Sommerresidenz im Bad Homburger Schloss an, um die damals hochmoderne Erdbebenwarte und die „aerologische Station“ für Luftmessungen zu eröffnen.
Seit 1998 befindet sich dort außerdem die Hans-Ludwig-Neumann-Sternwarte, die vom Physikalischen Verein mit Sitz in Frankfurt am Main betrieben wird.
Ebenfalls auf der Gipfelregion stehen ein Funkmast für Behörden und Organisationen mit Sicherheitsaufgaben sowie Antennenanlagen der Lufthansa und des Amateurfunkdienstes für die Relaisstationen 10-m / 70-cm DF0MOT (29,670 MHz gekoppelt mit 438,625 MHz), 23-cm DB0MOT (1242,700 MHz), 70-cm Digital Mobile Radio MARC (438,275 MHz), 70-cm D-STAR (439,4375 MHz), 70-cm TETRA (430,075 MHz) und die abgesetzten Empfänger des 2-m-Umsetzers DB0FT (145,600 MHz) Gr. Feldberg.
Weitere Messstationen auf dem Kleinen Feldberg werden vom Deutschen Wetterdienst, dem Hessischen Landesamt für Naturschutz, Umwelt und Geologie und dem Zentrum für Umweltforschung betrieben.

## Verkehr und Wandern
Etwas südsüdwestlich des Kleinen Feldbergs zweigt von der Bundesstraße 8 (Glashütten–Königstein) die über seine Westflanke nach Niederreifenberg führende Landesstraße 3025 ab. Von letzterer zweigt am oben genannten Limes die über die Nordflanke des Berges und dann über die südlichen, gipfelnahen Hochlagen des Großen Feldbergs zur L 3004 (Oberursel–Arnoldshain–Schmitten im Taunus) verlaufende L 3024 ab. Zum Beispiel an diesen Straßen beginnend kann der Berg erwandert werden, jedoch ist seine Gipfelregion wegen der Vielzahl dortiger Einrichtungen umzäunt und für die Öffentlichkeit gesperrt. In der Nähe des Kleinen Feldbergs befindet sich an der L 3024 die Bushaltestelle Schmitten-Niederreifenberg Windeck in 790 Meter über NN.

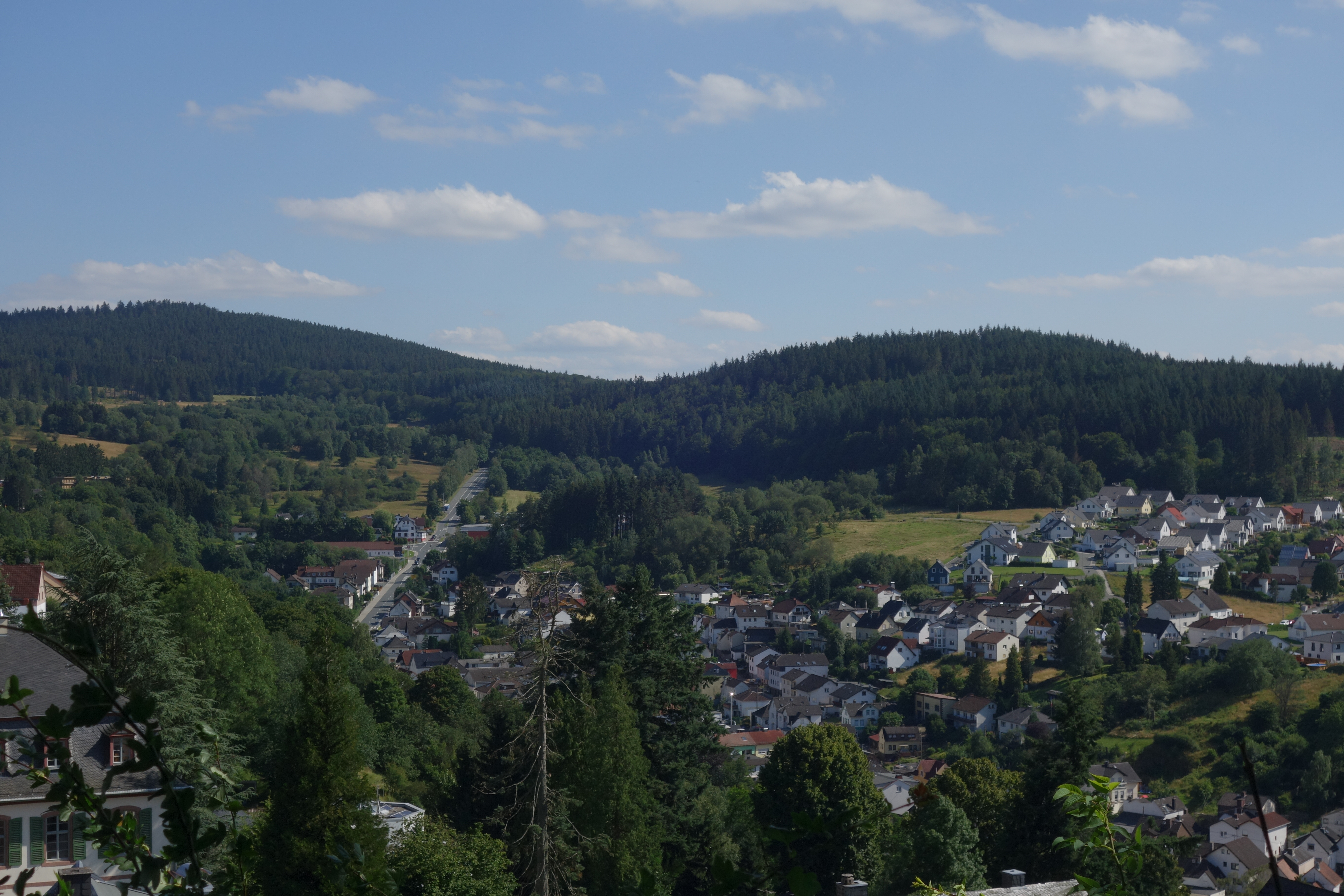
Kleiner Feldberg (links) aus Richtung Nordnordwest, von Burg Reifenberg gesehen; rechts der Weilsberg
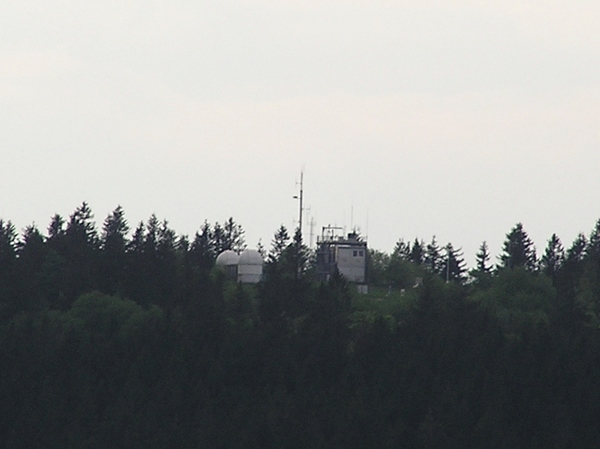
Blick vom Altkönig zum Gipfel des Kleinen Feldbergs u. a. mit den beiden Kuppeln der Hans-Ludwig-Neumann-Sternwarte
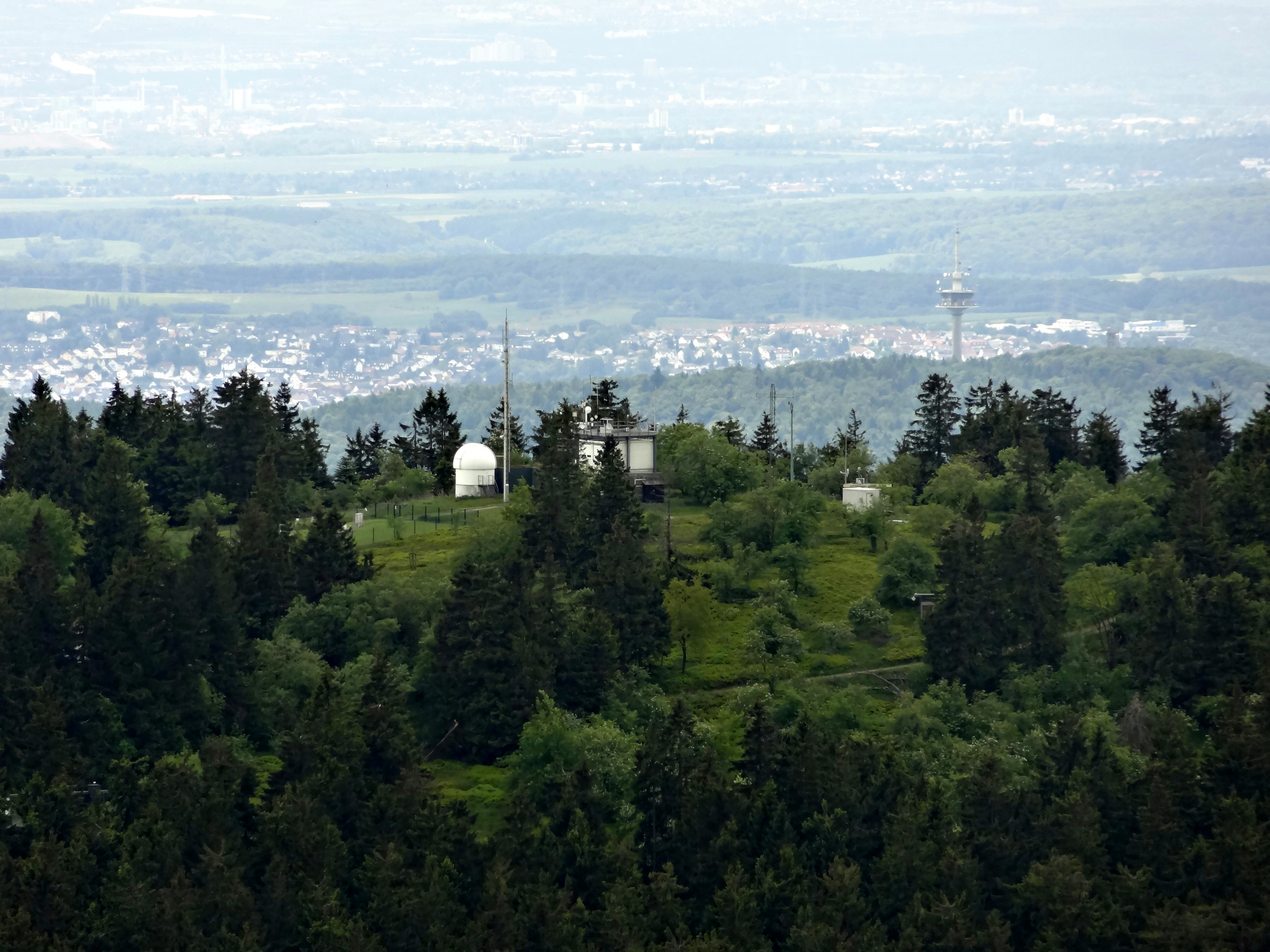
Blick vom Aussichtsturm des Großen Feldbergs zum Gipfel des Kleinen Feldbergs, dahinter der Fernmeldeturm auf dem Atzelberg und der Ort Bremthal sowie am Horizont Wiesbaden
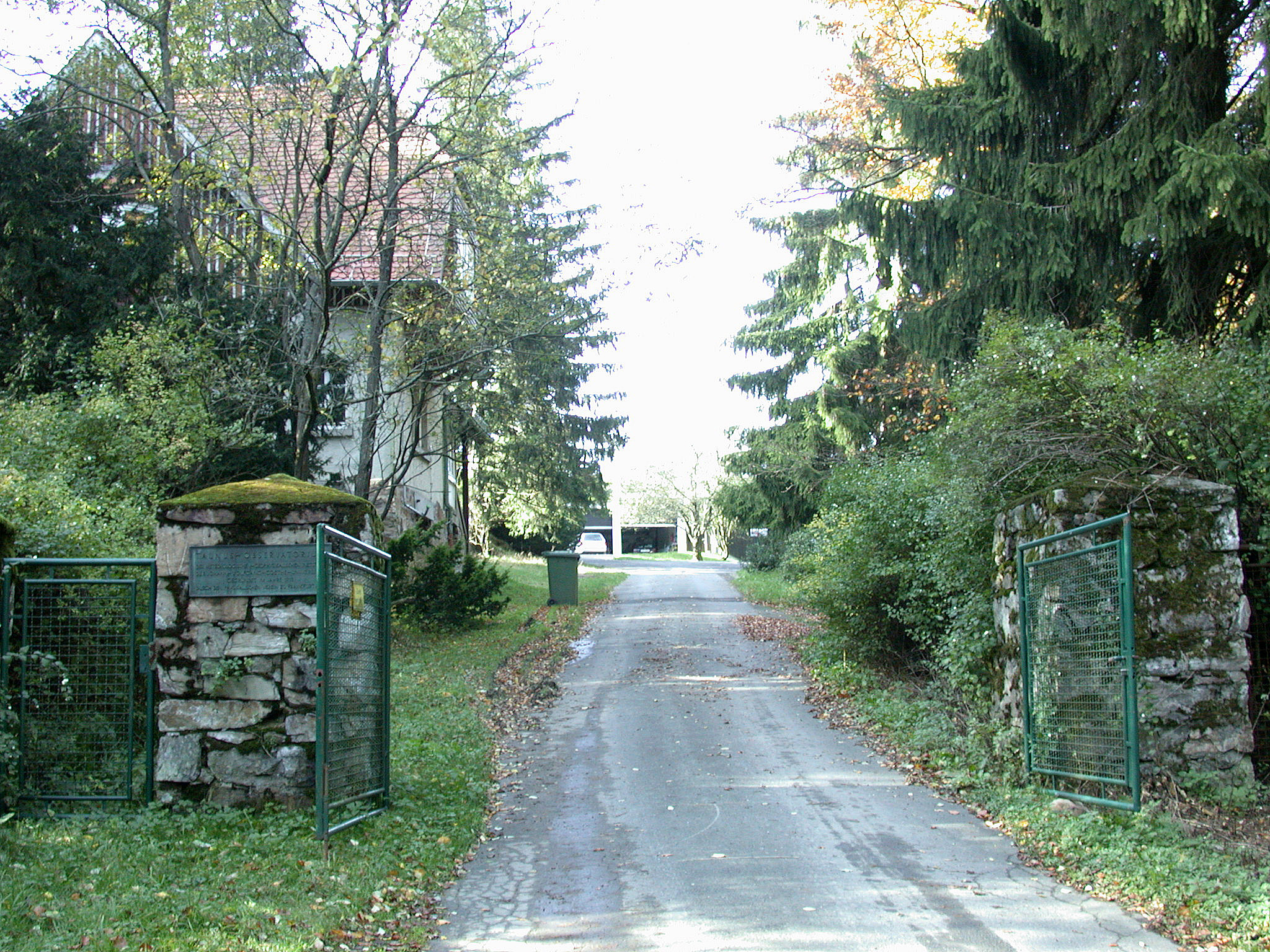
Einfahrt zum Feldberg-Observatorium